# Autoroute A3 (France)
Pour les articles homonymes, voir A3 et Autoroute A3.

L'autoroute A3 (anciennement dénommée A3 et B3), tronçon de 18 km de la route européenne 15, est une autoroute qui traverse la Seine-Saint-Denis en partant de Paris à la porte de Bagnolet et rejoint l'autoroute A1 sur le territoire de la commune de Gonesse dans le Val-d'Oise, à environ 2 km en amont de la sortie desservant l'aéroport de Roissy-Charles-de-Gaulle. Elle permet notamment la desserte des communes de Montreuil, Rosny-sous-Bois, Bondy, Aulnay-sous-Bois et Gonesse.
Un court tronçon autoroutier de moins de trois kilomètres, numéroté A103, bifurque de l'A3.

## Histoire
La première tranche de l'A3 a été ouverte à la circulation en 1969, entre la porte de Bagnolet et Rosny-sous-Bois.
La deuxième tranche de Rosny-sous-Bois à Aulnay-sous-Bois est, quant à elle, ouverte en 1974, sous le nom de « B3 »[réf. nécessaire].
La mise en service de cette deuxième tranche avait pour objectif de désaturer l'autoroute A1, afin d'éviter qu'elle soit le seul axe routier reliant directement Paris à l'aéroport Charles de Gaulle dont l'ouverture était également prévue pour 1974. Les pouvoirs publics estimaient à l'époque qu'il était urgent que l'aéroport soit relié par une deuxième autoroute en cas de bouchons, d'accident ou d'interruption de la circulation pour travaux[réf. nécessaire].
Deux autres sections d'Aulnay-sous-Bois à Gonesse puis de Gonesse à Roissy-en-France sont mises en service progressivement en 1980, puis 11 ans plus tard en 1991[réf. nécessaire].
En 1982, l'appellation « B3 », désignant jusqu'alors l'autoroute entre Rosny-sous-Bois et Aulnay-sous-Bois est supprimée, l'intégralité du tronçon de Porte de Bagnolet à Aulnay-sous-Bois étant désormais repris sous le nom d'autoroute « A3 ».
En 2004, débutent des travaux pour la couverture d'un tronçon de 670 m entre Bagnolet et Montreuil. Ils se sont étalés sur une durée de trois ans ; la couverture est inaugurée en février 2007. Un second chantier pour une couverture d'une section de 220 m à hauteur de Romainville a commencé en juillet 2008 ; cette dernière est achevée et inaugurée à l'été 2009. Ces chantiers ont pour but de réduire les importantes nuisances sonores de l'autoroute dans des secteurs fortement urbanisés. Ces travaux sont réalisés par l'État avec les soutiens financiers du conseil général de la Seine-Saint-Denis et du conseil régional d'Île-de-France.
L'autoroute A3 comporte une branche dénommée autoroute A103 jusqu'à Villemomble où elle se termine. Elle aurait dû traverser cette commune, ainsi que Neuilly-Plaisance et Neuilly-sur-Marne pour rejoindre la route nationale 34 mais ce prolongement n'a jamais été réalisé. Les terrains réservés pour l'emprise de l'autoroute ont été, depuis, reconvertis en espaces verts.
L'autoroute A3 est gerée par DIRIF.

## Parcours
Section non-concédée gérée par la DIRIF et gratuite.

L'autoroute possède plusieurs sorties n°3.
- Échangeur entre Boulevard périphérique de Paris et A3 (Échangeur de la porte de Bagnolet) à 0 km :
  - Périphérique Nord :  A1 -  A15, Porte des Lilas
  - Périphérique Sud :  A4 -  A6 ( A10)  Orly, Porte de Montreuil +  Porte de Bagnolet : Paris - Porte de Bagnolet, Bagnolet

Passage du département de Paris à celui de la Seine-Saint-Denis.

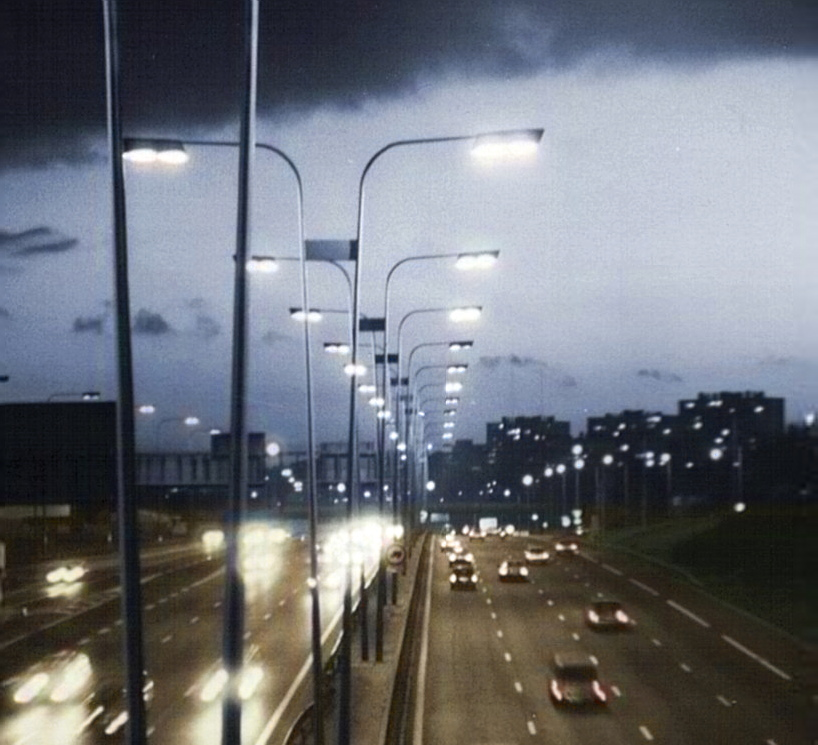
L'autoroute A3 à Romainville, direction Paris vers 1989.

- à 0,7 km :  (Métro),  Centre Commercial Bel Est
  -   2 × 4 voies et limitation à 90 km/h
- 1 Montreuil (RD 20) à 1,4 km : Montreuil - centre, Bagnolet - Z. I. La Noue (de et vers Paris)
- 2 Romainville (RD 36b) à 2,2 km : Romainville, Montreuil - Villiers-Barbusse, Montreau-Ruffins
  -  3 voies en direction de la province
  -  Aire de service de Romainville (sens Paris - Le Blanc-Mesnil)
- Échangeur entre A86 (Extérieur), A103 et A3 (Échangeur de Rosny) à 5 km :
  - A86 : Noisy-le-Sec, Rosny-sous-Bois, Fontenay-sous-Bois, Créteil (A4), Bordeaux (A10),  Centre-Commercial Westfield Rosny 2, Montreuil - La Boissière 
  - A103 : Chelles, Le Raincy, Villemomble,  Centre-Commercial Westfield Rosny 2
  -  2 × 2 voies

Début du tronc commun avec l’A86
- 2 × 5 voies et limitation à 70 km/h
- Échangeur entre A86 (Intérieur) et A3 à 6,8 km : A15, Bobigny, Drancy, Saint-Denis (de et vers Paris)

Fin du tronc commun avec l’A86 (de ou vers Paris)
- 2 × 3 voies et limitation à 90 km/h
- 3 Bondy - centre (RD 933) à 7,3 km : Bondy, Meaux, Les Pavillons-sous-Bois, Livry-Gargan (de et vers Paris)
- 3 Bobigny (RD 933 - RN 186) à 7,8 km : Bondy, Bobigny, Noisy-le-Sec, Paris - Porte de Pantin, A86 (A15) (de et vers Lille)
  -  limitation à 110 km/h
- 4 Bondy - nord (RD 78) à 8,8 km : Bondy - La Noue-Caillet, Aulnay-sous-Bois - Nonneville (de et vers Paris)
- 5 Aulnay-sous-Bois - centre (RD 115) à 10 km : Drancy, Aulnay-sous-Bois, Le Blanc-Mesnil - centre
- 6a Aulnay-Sous-Bois - Z. I. (RD 932) à 12 km : Aulnay-sous-Bois
- 6b Le Blanc-Mesnil - Z. I. (RD 932) à 12 km : Le Blanc-Mesnil,  Centre-Commercial O'Parinor
- Échangeur entre A1 (Sud) et A3 à 13 km : Paris - Porte de la Chapelle (centre), Saint-Denis,  Garonor
  -   2 × 2 voies et limitation à 90 km/h
  -  2 × 4 voies

Passage du département de la Seine-Saint-Denis à celui du Val-d'Oise.
- Échangeur entre A170, RD 170 et A3 à 16 km :  Z. I. Paris-Nord 2, Parc des expositions de Paris-Nord Villepinte, Villepinte, Soissons
  - RD 170 : Gonesse, Sarcelles
  -  2 × 2 voies entre l'entrée et la sortie de l'échangeur (A3/A170) et redevient en  2 × 4 voies
- Ch-de-Gaulle (RD 902a) à 17 km :  Charles-de-Gaulle, Goussainville, Roissy-en-France,  Z. I. Paris-Nord 2,  Aéroville
  -  2 × 2 voies
- Échangeur entre A1 (Nord) et A3 à 18 km : Lille, Bruxelles , Senlis, (A15) Cergy-Pontoise, Amiens (A16)

## Autoroute A103
- Échangeur entre A3 et A103 (échangeur de Rosny)
- : Noisy-le-Sec, Centre commercial Westfield Rosny 2
- : Rosny-sous-Bois, Villemomble

En se connectant à l'A199, cette autoroute devait à l'origine relier l'autoroute A3 à l'autoroute A104 à Torcy, en conséquence de quoi, le raccordement de l'autoroute A86 (nord) vers l'autoroute A4 (province) avait été sous-dimensionné, situation qui a perduré jusqu'en 2020.

## Autoroute A186

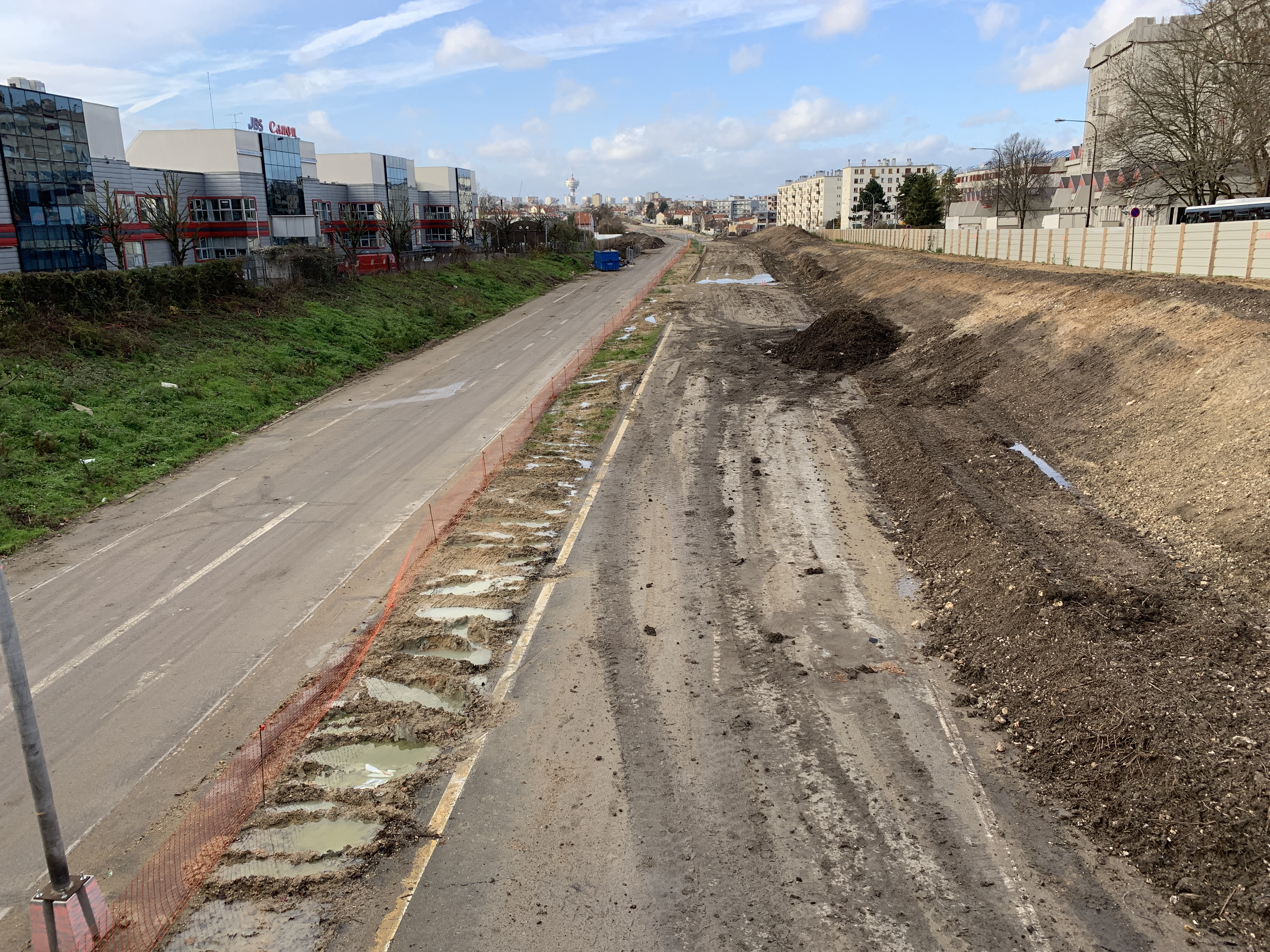
L'autoroute A186 en décembre 2019.

Cette autoroute d'environ deux kilomètres permettait de desservir l'est de Montreuil. Elle commençait au niveau de l'échangeur A3/A186 puis se terminait dans la ville de Montreuil. Elle ferme en mai 2019 pour permettre le prolongement de la ligne 1 du tramway d'Île-de-France.
- Échangeur entre A3 et A186
- 1 : Montreuil
- 2 : Montreuil

## Lieux sensibles
Il n'existe aucune pente dangereuse. Cette autoroute étant intégralement urbaine, elle est très chargée aux heures de pointe : 
- dans son tronc commun avec l’A86 dans les deux sens ;
- à son point de raccordement avec le boulevard périphérique de Paris dans le sens Province → Paris.

## Route européenne
L’A3 fait aussi partie de la route européenne 15 (E15) sur l'ensemble de son parcours.

## Éclairage
Dotée d'éclairage au moment de son ouverture progressive à partir 1969, sur la totalité de son parcours, l'A3 n'est plus éclairée, depuis plusieurs années pour des raisons de vétusté, d'absence d'entretien mais aussi par volonté de faire des économies d'énergie, malgré une modernisation de l'éclairage sur la section de Bagnolet à Rosny-sous-Bois, en 1998 avec renouvellement des équipements. Sur la section de Bondy à Gonesse, les lampadaires furent retirées de l'autoroute au début des années 2000[réf. nécessaire].

## Départements traversés

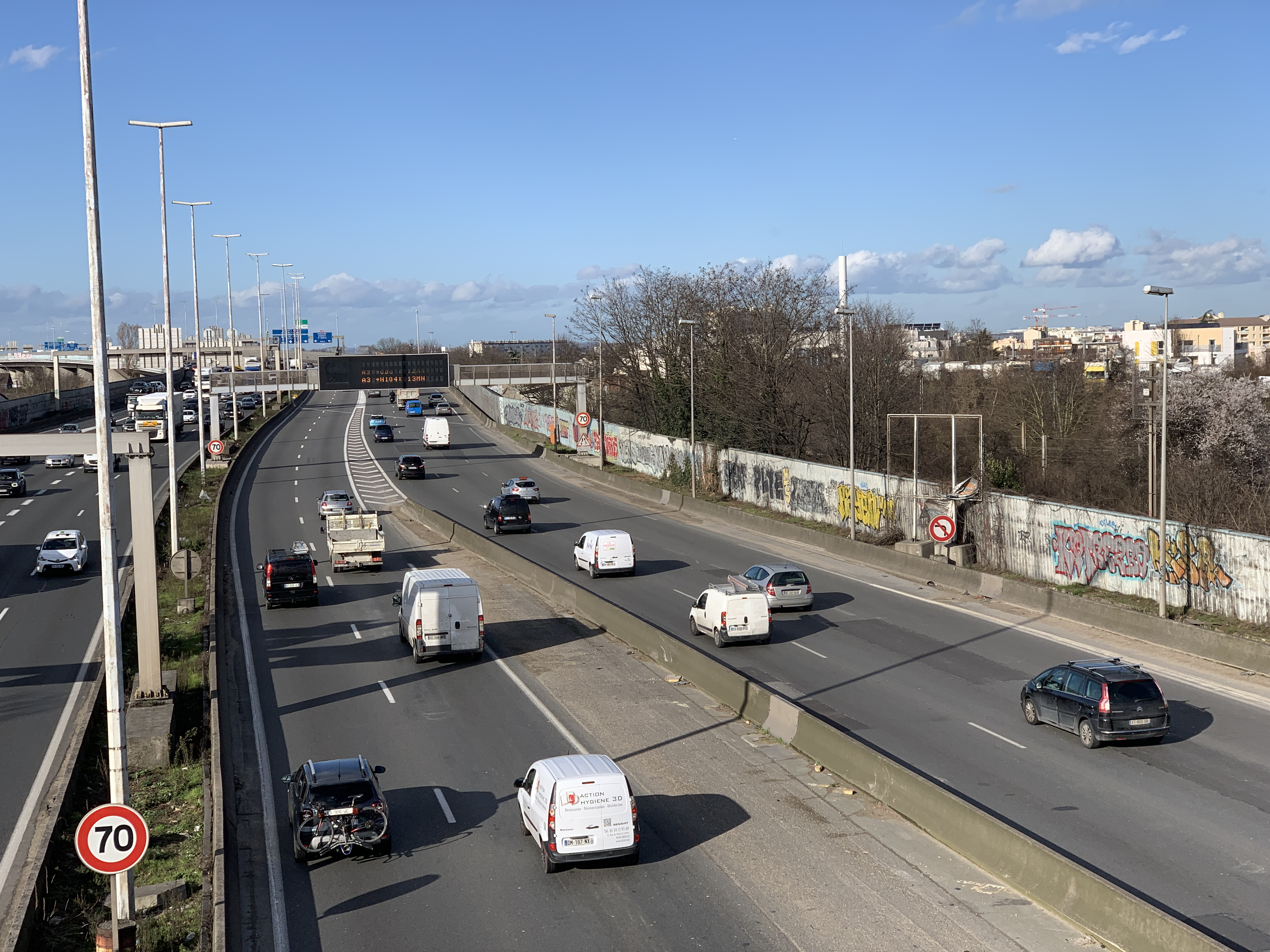
Autoroute A3 vue depuis le chemin des Carouges, Bondy.

Cette autoroute d'Île-de-France est implantée en Seine-Saint-Denis et dans le Val-d'Oise.

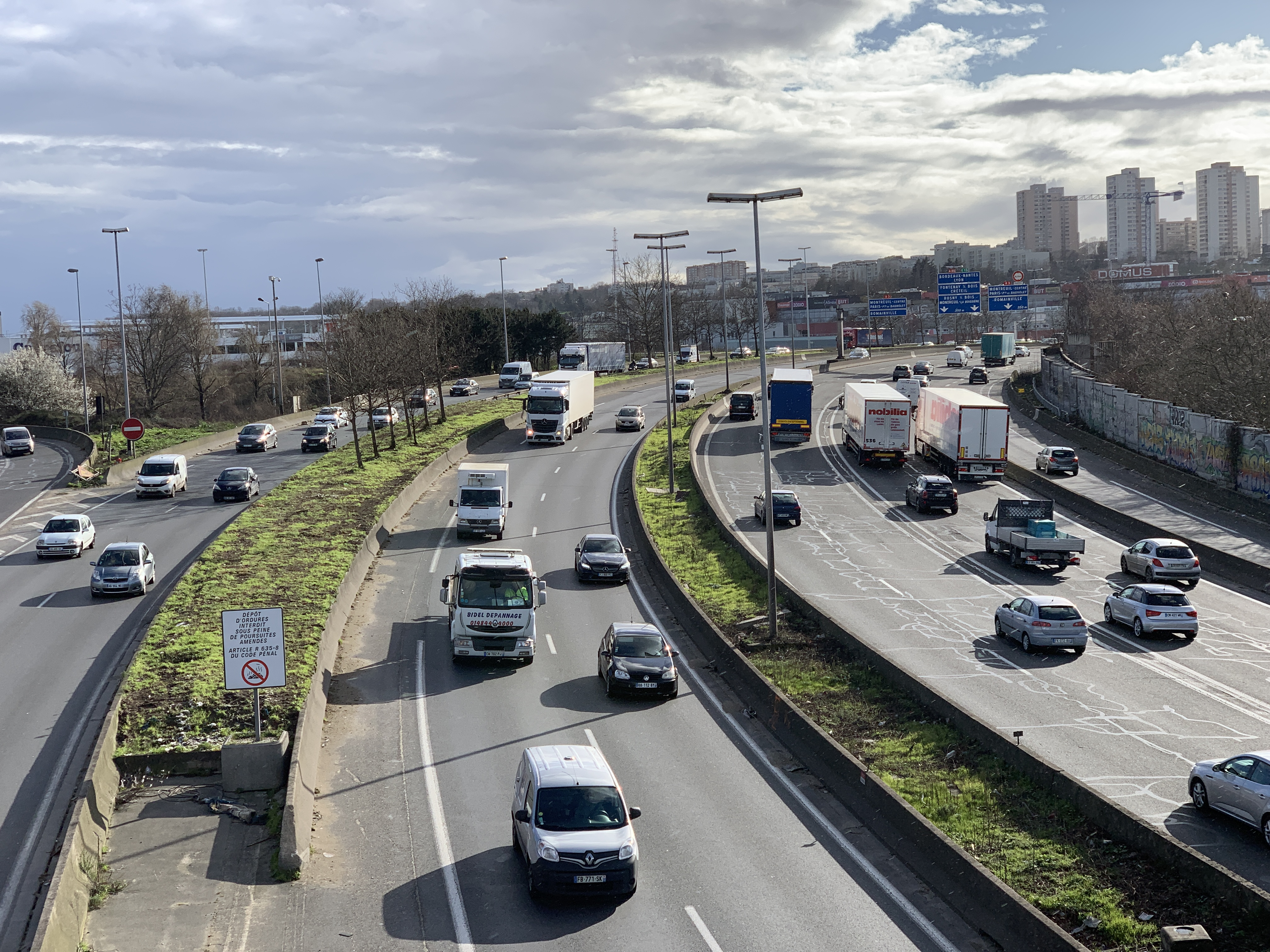
Autoroute A3 vue depuis le chemin des Carouges, Noisy-le-Sec.